# Dudichilla
Dudichilla is een geslacht van vliesvleugeligen uit de familie Pteromalidae. De wetenschappelijke naam van dit geslacht is voor het eerst geldig gepubliceerd in 1970 door Szelényi.

## Soorten
Het geslacht Dudichilla is monotypisch en omvat slechts de volgende soort:
- Dudichilla crassicornis Szelényi, 1970